# 정읍 은선리 삼층석탑
정읍 은선리 삼층석탑(井邑 隱仙里 三層石塔)은 대한민국 정읍시 영원면 은선리에 있는 고려시대의 삼층석탑이다. 보물 제167호로 지정된 문화재로 은선리는 백제시대 고사부리군(고부의 옛 명칭)의 고을터였다. 백제 탑의 형식을 이어받아 고려시대에 만들어진 석탑이다. 백제 정림사지 오층석탑을 모방한 것으로 목탑에서 석탑으로 변화되어 가는 과정을 잘 보여준다. 1963년 1월 21일 대한민국의 보물 제167호로 지정되었다.

## 구조
높이 7.2m, 기단은 2.7m 두께 27cm, 정방형에 제1층의 높이는 2.28m, 넓이 1.38m2의 판석 두 장을 양측에 세우고 앞뒤에 또 면석 2장 등 모두 4매의 판석으로 세워졌다. 2층 탑신은 높이가 아주 낮아져서 85cm에 넓이 90cm이며, 3층 탑신은 높이 55cm에 넓이 60cm 가량이다. 각 층의 옥개는 두 장의 판석을 방형으로 맞추었다. 이 탑의 특징은 1층의 탑신이 장신인 동시에 2층에 감실을 만들고 두 개의 석비를 달아 붙인 점이다. 익산 왕궁리 오층석탑과 비슷하나 감실에 석비를 달아 붙인 점이 다르다.

## 현지 안내문

### 한글 안내문
정읍 은선리 삼층 석탑은 백제 탑의 양식을 모방해 만든 고려 시대의 석탑으로 목탑에서 석탑으로 변화되어 가는 시기의 건축 양식을 잘 보여준다. 지붕돌은 평면으로 처리하여 간결하고 소박하다. 2층 몸돌의 남쪽면에 문 두 짝을 단 방 모양이 있는데, 문짝을 하나만 새기는 다른 탑과 비교하면 특이한 것이다. 2011년에 탑 주변을 발굴‧조사한 결과 백제 시대 기와가 많이 나왔는데, 이것으로 볼 때 이곳에 백제 때부터 사찰과 관련된 건축물이 있었던 것으로 보인다.

### 영문 안내문
Three-story Stone Pagoda in Eunseon-ri, Jeongeup

Treasure No. 167
A pagoda is a symbolic monument used to enshrine relics or remains of the Buddha. In many cases, pagodas do not contain the actual remains, but are still regarded as a sacred place enshrining the Buddha.
This three-story stone pagoda is presumed to have been made during the Goryeo period (918-1392).
It is composed of one base tier, three sets of body and flat roof stones, and part of a decorative top. The most notable feature of this pagoda is the two door panels on the second-story body stone. In general, a stone pagoda features a carving of a door and padlock on its body stones to indicate that it contains the relics or remains of the Buddha. It is rare to have door panels that can actually be opened and closed like in this pagoda.
 During an excavation survey in 2011, roof tiles were found around the pagoda which presumably date back to the Baekje period (18 BCE–660 CE), suggesting there was once a Buddhist temple at this site from that period.

## 참고 문헌
- 정읍 은선리 삼층석탑 - 국가유산청 국가유산포털
- 이 문서에는 다음커뮤니케이션(현 카카오)에서 GFDL 또는 CC-SA 라이선스로 배포한 글로벌 세계대백과사전의 내용을 기초로 작성된 글이 포함되어 있습니다.